# Макконнелл, Джозеф Р.
Джозеф (Джо) Р. Макконнелл (Joseph (Joe) R. McConnell) — американский учёный, гидролог, специалист по климату и истории окружающей среды. Доктор философии, исследовательский профессор гидрологии Desert Research Institute, где трудится с 1998 года. Отмечен там Nazir and Mary Ansari Medal for Excellence in Science (2008; первый удостоенный). Называется пионером в области геохимии ледяных кернов.
Окончил Йель (бакалавр геологии и геофизики, 1982). В Стэнфорде получил степень магистра, а в Аризонском университете — докторскую. С 1998 года трудится в Desert Research Institute, где ныне исследовательский профессор гидрологии и заведует химической лабораторией.
Отмечен Regent’s Researcher Award от Nevada System of Higher Education (2006). Одно из его исследований вошло в 100 top science stories 2007 года по версии Discover Magazine.
Публиковался в Science (в 2005), Nature, PNAS, Science Advances и др.